# مستشفى الأمير محمد بن فهد العام وأمراض الدم الوراثية
مستشفى الأمير محمد بن فهد العام وأمراض الدم الوراثية هو مستشفى حكومي يقع في العوامية شمال محافظة القطيف، في المنطقة الشرقية من المملكة العربية السعودية. بلغت تكلفة المرحلة الثالثة للمشروع نحو 50 مليون ريال، فيما بلغت تكلفة المرحلتين الأولى والثانية حوالي 111 مليونا و711 ألف ريال، وتبلغ مساحة المبنى الأساسي المكون من ثلاثة طوابق 90,711 متراً مربعاً. كُلَِف الدكتور كامل العباد مُديراً على المستشفى من قبل المديرية العامة للشؤون الصحية بالمنطقة الشرقية. يعد المستشفى الأول من نوعه في المنطقة. المستشفى موجه بالدرجة الأولى إلى هذه فئة مرضى أمراض الدم الوراثية. التي تتضمن مرض فقر الدم المنجلي ومرض فوال إضافةً على دورة اليوريا، والأحماض العضوية.

## الأمراض الوراثية في محافظة القطيف
تعد الأمراض الوراثية متفشيةً في المجتمع القطيفي بمعدلات عالية وصلت الأول على العالم. إذ وصل معدل الإصابة بالأمراض الوراثية في المحافظة إلى طفل من بين كل 700 طفل. في حين أن المعدل العالمي للإصابة طفل من بين كل 10 آلاف طفل حديث الولادة. ويعود السبب الرئيس لكثرة إصابة الأطفال في محافظة القطيف بالأمراض الوراثية، إلى عادة زواج الأقارب في المحافظة، والتي تكثر بشكل كبير بين العوائل.

## الموقع
يقع بالعوامية شمال محافظة القطيف.

## المبنى
يتألف المستشفى من مبنى رئيس وآخر للخدمات والصيانة، ومسجد، إضافةً إلى ضمه إلى 15 عيادة للرجال و15 عيادة للنساء، وقسما للطوارئ وصيدلية رئيسية، وصيدليتين للعيادات والطوارئ، وبنكاً للدم ومختبرات مركزية، وقسماً للأشعة وقسماً للعلاج الطبيعي. يضم الطابق الأول من المبنى 20 غرفة تنويم و6 غرف عزل وقسماً للعناية المركزة وآخر للعمليات. وتتضمن مرافق المبنى على استراحات للعاملين وغرف للأطباء، ومحطة تمريض وصالات انتظار للمراجعين، ومستودعات طبية، ومكاتب إدارية، فيما يحتوي الطابق الثاني على 20 غرفة تنويم للرجال و20 غرفة للنساء، و3 غرف عزل للرجال ومثلها للنساء وقسم للعناية المركزة، وغرفة أطباء ومحطة تمريض وصالات انتظار للرجال والنساء ومستودعات طبية.

### العيادات
- عيادات أمراض باطنية[7]
- عيادات المسالك البولية
- عيادات الجلدية والتناسلية
- عيادات الأنف والأذن والحنجرة
- عيادات العيون
- عيادات الأطفال
- عيادات أمراض الدم

## وصلات خارجية
- معرض صور لداخل مستشفى الأمير فهد للأمراض الوراثية.